# El Uvalano
El Uvalano är en ort i Mexiko.   Den ligger i kommunen Zapotlán del Rey och delstaten Jalisco, i den centrala delen av landet, 400 km väster om huvudstaden Mexico City. El Uvalano ligger 1 552 meter över havet och antalet invånare är 121.
Terrängen runt El Uvalano är kuperad åt sydväst, men åt nordost är den platt. Terrängen runt El Uvalano sluttar österut. Runt El Uvalano är det tätbefolkat, med 297 invånare per kvadratkilometer. Närmaste större samhälle är Ocotlán, 9,4 km söder om El Uvalano. Trakten runt El Uvalano består till största delen av jordbruksmark.